# Eriocaulon sellowianum
Eriocaulon sellowianum är en gräsväxtart som beskrevs av Carl Sigismund Kunth. Eriocaulon sellowianum ingår i släktet Eriocaulon och familjen Eriocaulaceae.

## Underarter
Arten delas in i följande underarter:
- E. s. longifolium
- E. s. minor
- E. s. paranense
- E. s. sellowianum